# BN DeStem
BN DeStem ist eine niederländische Regionalzeitung mit Redaktionssitz in Breda. Die Zeitung erscheint montags bis samstags im Tabloid-Format. Herausgeber der Zeitung ist Wegener, wo mit Brabants Dagblad, Eindhovens Dagblad, De Gelderlander, Provinciale Zeeuwse Courant, de Stentor und De Twentsche Courant Tubantia weitere Regionalzeitungen erscheinen. Die bezahlte Auflage betrug im ersten Quartal 2008 111.800 Exemplare. Chefredakteur ist Johan van Uffelen.
Es existieren verschiedene Ausgaben für Bergen op Zoom, Breda, Etten-Leur, Moerdijk, Oosterhout, Roosendaal und Zeeland.

## Geschichte
BN DeStem entstand im Jahr 1998 durch eine Fusion der ebenfalls in Breda ansässigen Zeitungen Brabants Nieuwsblad und De Stem. Erstere war 1941, während der deutschen Besatzung im Zweiten Weltkrieg, wiederum das Resultat einer Zwangsfusion von De grondwet und De Zoom, während letztere seit 1944 erschien, davon in den Jahren 1948–1968 unter dem Namen Dagblad De Stem.
Am 6. Februar 2007 wurde vom Broadsheet- auf das kompaktere Tabloid-Format umgestellt.